# Nông nghiệp Đàng Trong thời Lê trung hưng
Do nước Đại Việt bị chia cắt từ đầu thế kỷ 17, nông nghiệp Đại Việt thời Lê trung hưng bao gồm 2 bộ phận: nông nghiệp Đàng Ngoài và nông nghiệp Đàng Trong.
Nông nghiệp Đàng Trong phản ánh tình hình ruộng đất và sản xuất nông nghiệp của miền nam nước Đại Việt thời Lê trung hưng, dưới quyền cai quản thực sự của chúa Nguyễn, trong khoảng thời gian từ 1600 đến 1777.

## Chế độ ruộng đất
Từ năm 1558, khi mới vào cai quản Thuận-Quảng, Nguyễn Hoàng chưa định ngạch thuế khóa cho ruộng đất nông nghiệp. Khi đến mùa gặt, ông thường sai người chiếu theo số ruộng đất để thu thuế.
Năm 1586, Trịnh Tùng nhân danh Lê Thế Tông sai Nguyễn Tạo vào thu thuế Thuận Quảng, nhưng không đi trực tiếp mà cho các phủ huyện tự làm sổ rồi mang về.
Từ năm 1600, Nguyễn Hoàng bắt đầu ly khai họ Trịnh, trực tiếp quản lý việc thu thuế đất này. Năm 1618, ông sai người đo đạc ruộng công của các xã để thu thuế.
Năm 1669, Nguyễn Phúc Tần theo đề nghị của Vũ Phỉ Thừa, sai Hồ Quảng Đại đi đo đạc ruộng đất ở các huyện, định ra 3 bậc và chia các hạng ruộng để thu thuế thóc.
Ruộng đất ở Thuận Quảng khá nhỏ hẹp so với Bắc Hà. Ruộng đất công Đàng Trong chia làm "quân điền trang" và "quan đồn điền" thuộc quyền quản lý của chúa Nguyễn. Chúa Nguyễn cấp ruộng này cho người thân thích và công thần. Người thân thích nhà chúa được 10 mẫu, chưởng cơ 5 mẫu, cai cơ 4 mẫu, cai đội 3 mẫu.
Ruộng đất ở các xã được phân chia theo lệ làng. Sang thế kỷ 18, mỗi xã dân được chia 5-6 sào ruộng, binh lính thì được khẩu phần gấp 3 lần.
Ruộng đất tư được gọi là bản bức tư điền. Các chúa Nguyễn có chính sách kích thích sự phát triển ruộng tư: các đầm, đất thổ nhưỡng chiêm trũng, vùng nhiễm mặn, rừng rú đều được cải tạo thành các làng xã mới. Ruộng đất tư ở vùng Thuận Quảng phân tán, chủ yếu là loại vừa và nhỏ.
Chính sách cho phép các nhà giàu mộ dân phiêu tán vào nam khai phá đất mới đã tạo điều kiện hình thành bộ phận tư hữu ruộng đất. Đồng thời, việc kiêm tính ruộng đất cũng xảy ra ở vùng Nam Bộ mới hình thành, tạo ra các địa chủ lớn, có ruộng đất hàng ngàn mẫu.
Thời kỳ đầu, các chúa Nguyễn chưa nắm được số ruộng đất, thuế khóa còn nhẹ nên đời sống nông dân khá cao. Từ năm 1669, Nguyễn Phúc Tần bắt đầu ban hành phép thu thuế. Phép thu thuế của Đàng Trong không phải quá nặng, nhưng các quan lại coi việc thu quá nhiều, hay phiền nhiễu nhân dân, truy xét rà soát nhiều và tham nhũng khiến nhân dân bị bóc lột nặng nề.

## Sản xuất nông nghiệp
Từ đầu thế kỷ 17, Nam Bộ còn là vùng đất hoang vu. Từ khi khai phá vùng này, các chúa Nguyễn có chính sách quan tâm đến nông nghiệp. Hàng loạt con sông và kênh được đào vét ở Thuận Quảng, điển hình như kênh Trung Đan và Mai Xá. Sang thế kỷ 18, những vùng đất hoang vu ở Nam Bộ đã trở thành ruộng phì nhiêu, ruộng tốt bậc nhất Đại Việt.
Nghề nông Đàng Trong đã tạo ra 26 giống lúa nếp và 23 giống lúa tẻ. Ngoài ra, nông dân còn trồng khoai, ngô, hạt bo bo (tức ý dĩ), vừng (gọi là mè) và các cây ăn quả gồm mãng cầu (na), mít, xoài, chuối; các loại rau.
Mỗi vùng đều có đặc sản riêng như bí, dưa bở ở Bà Rịa, khoai lang và ngô ở Biên Hòa, lạc ở Gia Định, xoài ở Bình Định, hồ tiêu ở Hà Tiên, mía ở Bình Thuận và Quảng Nam, măng cụt ở Vĩnh Long và Biên Hòa, dâu ở Thuận Hóa, Quảng Nam, bông ở Quảng Ngãi, quế ở Quy Nhơn, Thăng Hoa, Điện Bàn.